# Bibrax
Ne doit pas être confondu avec Bibracte.
Bibrax est un oppidum gaulois du peuple rème, mentionné par Jules César dans ses Commentaires sur la guerre des Gaules, mais dont la localisation n'est à ce jour pas déterminée avec précision. On admet généralement qu'il est situé sur le territoire de la commune de Saint-Thomas (Aisne), en Picardie. Il est également appelé oppidum du Vieux-Laon.

## Localisation
Cet oppidum pourrait être l'oppidum du « Vieux-Laon », localisé à cheval sur les communes de Saint-Thomas et Saint-Erme-Outre-et-Ramecourt, dans l'Aisne.

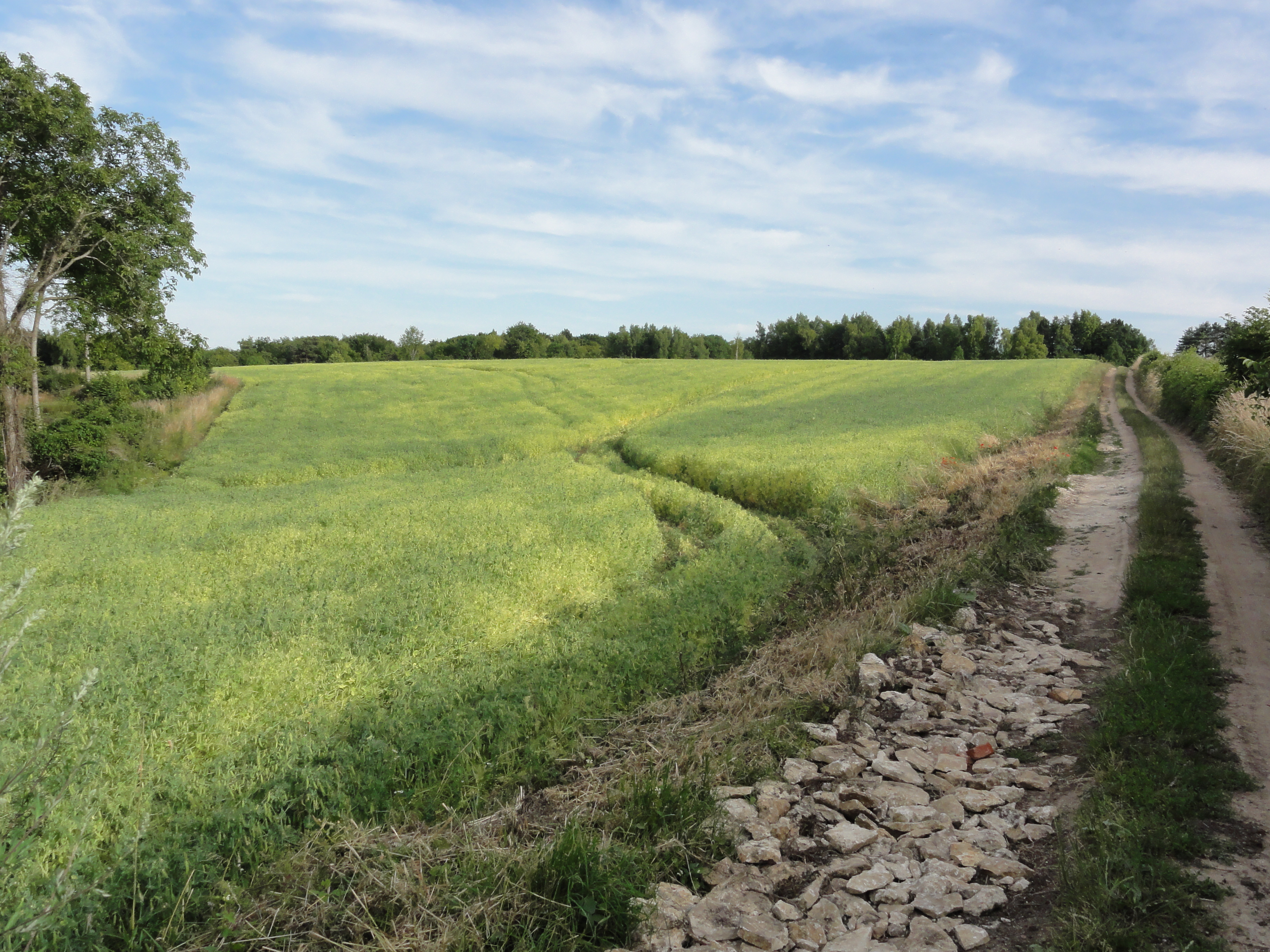
Saint-Erme-Outre-et-Ramecourt, chemin du vieux Laon menant au Camp des Romains.
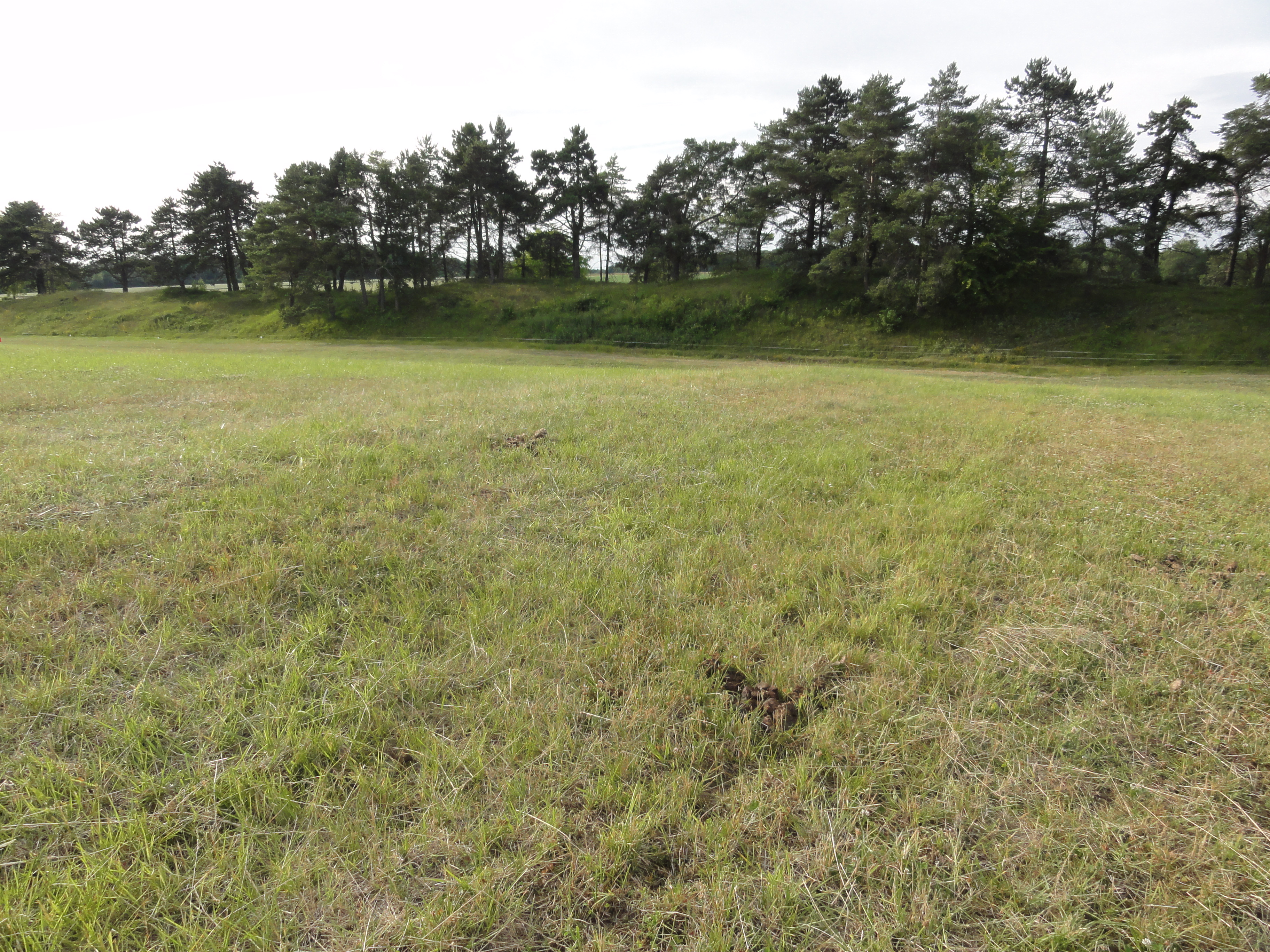
La digue de défense du Camp des Romains, vue du côté de Saint-Erme en direction de Saint-Thomas.
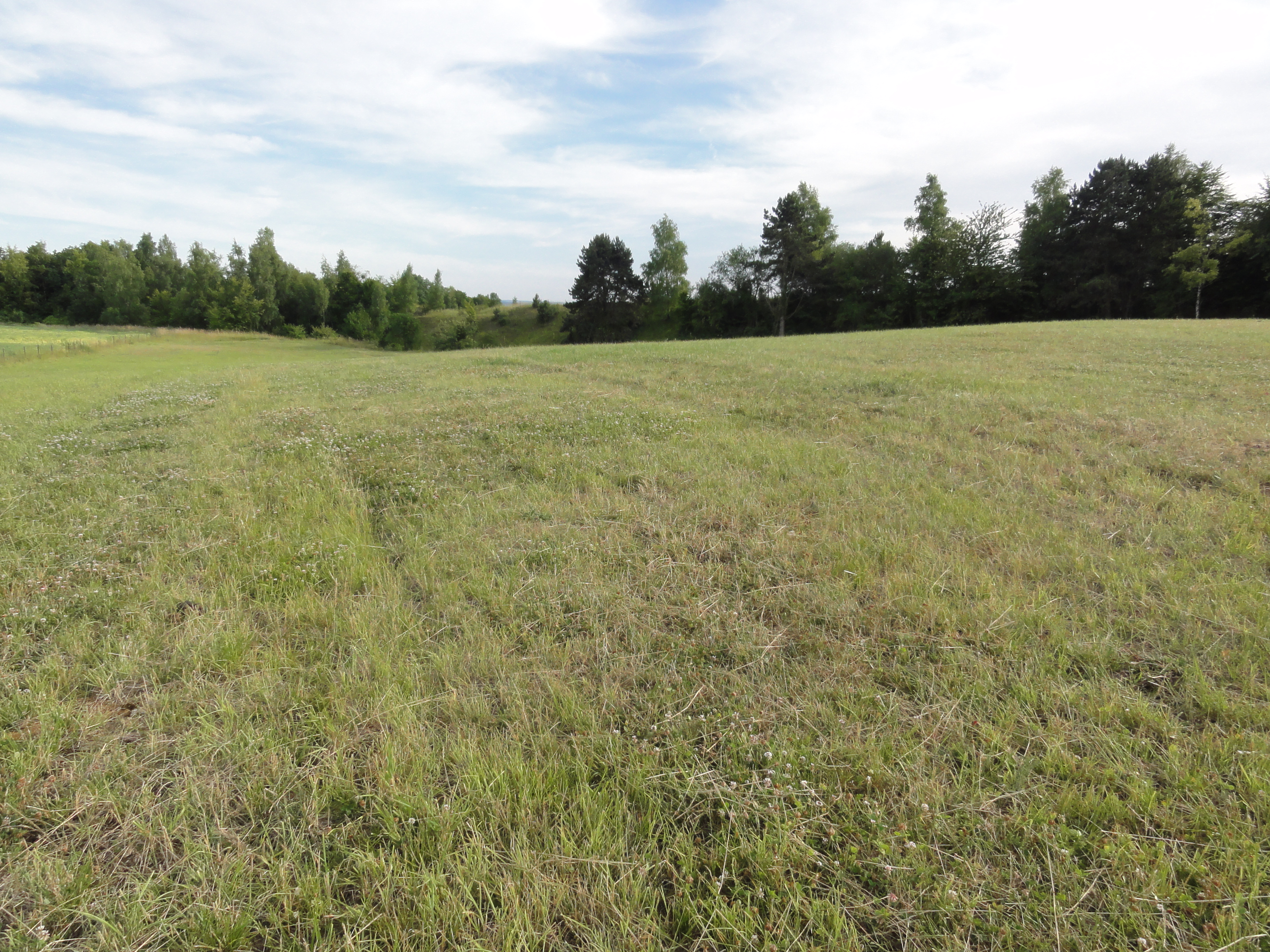
À partir du Camp des Romains, la vue s'étend vers la plaine à l'est.

## Description
L'oppidum à éperon barré est enclos par une enceinte qui délimite un espace de 32 hectares. Il a conservé en bon état deux lignes de fortifications monumentales, datées de la fin du Ier siècle av. J.-C. Un rempart qui ferme le site, au nord, est préservé sur la totalité de son tracé. Un second rempart fut construit postérieurement pour constituer deux espaces distincts dans l'oppidum.
Le rempart principal est de type murus gallicus, alors que le rempart postérieur, de type Fécamp, isole la partie nord-est du plateau. Deux entrées ont également été identifiées.

## Vestiges archéologiques
Le matériel archéologique mis au jour lors de prospections de surface a permis de dater le site principalement de La Tène finale. L'abondance des découvertes numismatiques suggère que le lieu pourrait être un atelier monétaire des Rèmes.

## Histoire antique
L'oppidum est attaqué en 57 av. J.-C. par les Belges, en prélude à la bataille de l'Aisne. Iccios assure la défense de l'oppidum. L'armée de Jules César, composée notamment de Numides, d'archers crétois et de frondeurs des Baléares, vient soulager ses alliés rèmes,.

## Protection
L'oppidum a été inscrit comme monument historique par arrêté du 27 mai 2013.